# Sphenomorphus atrigularis
Sphenomorphus atrigularis är en ödleart som beskrevs av  Leonhard Hess Stejneger 1905. Sphenomorphus atrigularis ingår i släktet Sphenomorphus och familjen skinkar. IUCN kategoriserar arten globalt som livskraftig. Inga underarter finns listade i Catalogue of Life.